# Svenska Gustafskyrkan
Svenska Gustafskyrkan, beliggende Folke Bernadottes Allé 4 i København, er den svenske menigheds kirke i Danmark. Den er opført på den tidligere Grønlands Bastion og ligger ved Kastellet nær Østerport Station på grænsen mellem Indre By og Indre Østerbro.
Svenska Gustafskyrkan er en del af Svenska kyrkan i utlandet (SKUT). Sammen med kirkerne i London, Paris og Oslo hører Svenska Gustafskyrkan til de kirker, der har en fast kongregation i udlandet. Kirken benyttes af svenskere bosat i Danmark og af turister og er en populær vielseskirke.
Kirkebygningen og menighedshuset er tegnet i en nationalromantisk stil med en hårdtbrændt brunlig teglsten som byggemateriale og er opført 1908-1911 efter tegninger af Theodor Wåhlin, der var arkitekt ved Lund Domkirke. Tilsynsførende arkitekt var Gotfred Tvede med Alf Jørgensen som konduktør. 1. juni 1911 blev kirken indviet af biskop Gottfrid Billing i nærværelse af det svenske og danske kongepar. Kirken er opkaldt efter kong Gustaf V. I 1991 blev kirkerummet hovedrestaureret.

## Anerkendt i 1913
I 1913 blev menigheden ved Gustafskyrkan anerkendt ved en kongelig resolution.

## Inventar
- Det nuværende orgel har 31 stemmer og blev sat op 1947.
- Prædikestolen er skabt af billedhuggeren Niels Hansen i København.
- Alteret er af sort granit og bærer inskriptionen IHS, som sædvanligvis står for "Iesus, Hominum Salvator" – "Jesus, menneskehedens frelser".

## Udsmykning
Kunstmaler C.N. Overgaard udsmykkede kirken i 1910. Han stod for glasmaleriet "Rosen" med motivet "Jesus stilner stormen på Geneseret sø" og de tre glasmalerier bag alteret "Jesu Bjergprædiken", glasmaleriet ved orgelpulpitur, "Det lovsyngende englekor". Derudover har Overgaard lavet diverse glaspartier og dekorationen af alterparti.

## Sømandskirken i Skagen
I Skagen findes Svenska Sjömanskyrkan i Skagen. Der var planer om at lukke denne kirke i 2010. Den 1. januar 2011 blev driften overtaget af Stiftelsen för kyrkliga Byggnader för Västkustfiskare i Utlandet, og sømandskirken fortsatte sit virke.